# Sofia, Duquesa de Edimburgo
Sofia, Duquesa de Edimburgo (nascida Sofia Helena Rhys-Jones, em inglês Sophie Helen Rhys-Jones; Oxford, 20 de janeiro de 1965) é uma aristocrata e membro da família real britânica por ser a esposa do príncipe Eduardo, Duque de Edimburgo. Seu marido é o filho mais novo da rainha Isabel II do Reino Unido com o príncipe Filipe, Duque de Edimburgo, Eduardo ocupa o 14.º lugar na linha de sucessão ao trono britânico.
Ela cresceu em Brenchley, Kent, e mais tarde frequentou o West Kent College, treinando como secretária que posteriormente trabalhou em relações públicas. Ela conheceu Eduardo em 1987 enquanto trabalhava para a Capital Radio, e eles começaram a namorar em 1993. O noivado foi anunciado em janeiro de 1999. Eles se casaram em 19 de junho na Capela de São Jorge no Castelo de Windsor. O casal tem dois filhos: Lady Luísa e Jaime, Conde de Wessex.
Em 2002, Sofia fechou seus negócios e começou a trabalhar em tempo integral como membro da família real. Ela é patrona de mais de 70 instituições de caridade e organizações, incluindo Childline e London College of Fashion. Ela realiza mais de 200 compromissos por ano, incluindo visitas a escolas, universidades e bases militares. Seu trabalho de caridade gira principalmente em torno de pessoas com deficiência, direitos das mulheres, cegueira evitável e agricultura.

## Infância, educação e carreira
Sofia Helena Rhys-Jones (Sophie Helen Rhys-Jones) nasceu na Radcliffe Infirmary, Oxford, em 20 de janeiro de 1965, em uma família de classe média. Seu pai, Christopher Bournes Rhys-Jones (nascido em 1931), é diretor de vendas aposentado de um importador de pneus industriais e artigos de borracha. Sua mãe foi Mary (nascida O'Sullivan; 1934-2005), uma trabalhadora beneficente e secretária.. Ela tem um irmão mais velho, David (nascido em 1963), e recebeu o nome da irmã de seu pai, Helen, que morreu em um acidente de pilotagem em 1960. Seu padrinho, o ator Thane Bettany (pai do ator Paul Bettany), era o meio-irmão de seu pai; ambos passaram sua primeira vida em Sarawak, Bornéu do Norte, então um protetorado britânico governado pelos rajás brancos. Ela descende do Rei Henrique IV da Inglaterra e é parente da família dos Viscondes Molesworth; sua avó, Margaret Rhys-Jones, quando solteira chamada Molesworth, era a bisneta do Rev. John Molesworth, ele próprio pai de Sir Guilford Molesworth e bisneto de Robert Molesworth, 1.º Visconde Molesworth.
Rhys-Jones foi criada em uma fazenda de quatro quartos do século 17 em Brenchley, Kent. Ela começou sua educação na Escola Preparatória Dulwich, antes de se mudar para o Kent College, Pembury, onde era amiga de Sarah Sienesi, com quem depois dividiu um apartamento em Fulham e que mais tarde se tornou sua acompanhante. Rhys-Jones então se formou como secretária no West Kent College, Tonbridge.
Ela começou uma carreira em relações públicas, trabalhando para diversas empresas, incluindo quatro anos na Capital Radio, onde foi designada para o departamento de imprensa e promoções, bem como empresas de relações públicas The Quentin Bell Organisation e MacLaurin Communications & Media. Ela também trabalhou como representante de esqui na Suíça e passou um ano viajando e trabalhando na Austrália. Em 1996, Rhys-Jones lançou sua agência de relações públicas, RJH Public Relations, que ela dirigiu com seu parceiro de negócios, Murray Harkin, por cinco anos.

## Casamento e filhos

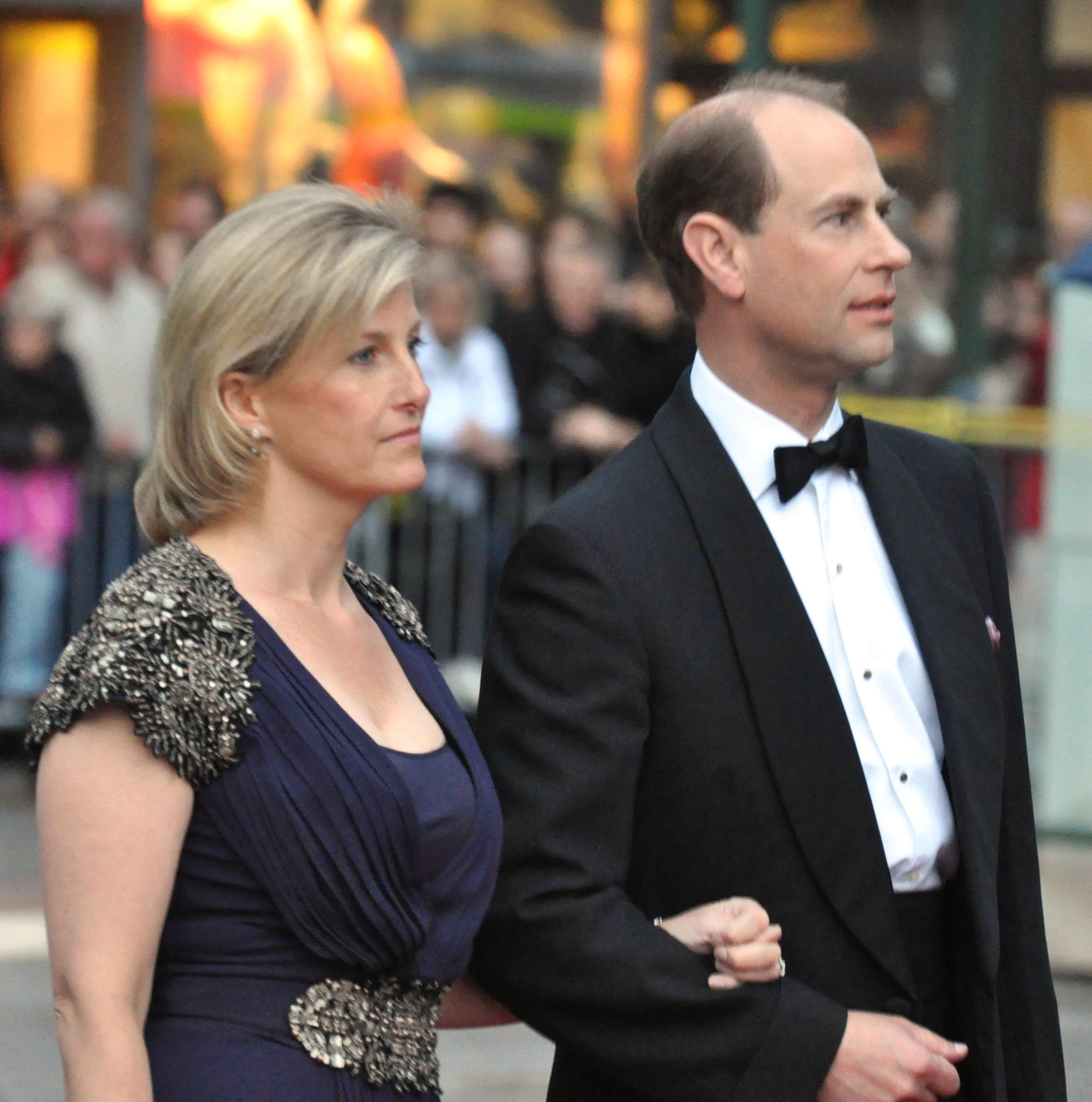
O Duque e a Duquesa de Edimburgo em Estocolmo (Suécia) no casamento da Princesa Vitória em 2010.

Enquanto trabalhava na Capital Radio, Rhys-Jones conheceu o Príncipe Eduardo, o filho mais novo da Rainha e o do Duque de Edimburgo, pela primeira vez em 1987, quando ele namorava sua amiga. Ela encontrou o Príncipe Eduardo novamente em um evento beneficente em 1993, e os dois começaram seu relacionamento logo em seguida. Seu noivado foi anunciado em 6 de janeiro de 1999. Eduardo propôs-lhe um anel de noivado com um diamante oval de dois quilates ladeado por duas pedras preciosas em forma de coração, colocadas em ouro branco de 18 quilates. O anel foi feito por Asprey e Garrard (agora Garrard & Co) e vale cerca de £105.000 Sofia, que era alegadamente próxima à rainha desde o início de seu relacionamento com Eduardo, foi autorizada a usar os apartamentos reais no Palácio de Buckingham antes de seu noivado. Menos de um mês antes de seu casamento, o tabloide britânico The Sun publicou uma foto de Sofia em topless com seu colega da Capital Radio, Chris Tarrant, tirada durante uma viagem de negócios à Espanha em 1988. O Palácio de Buckingham condenou a publicação da fotografia e classificou-a como uma "grosseira intrusão de privacidade". Posteriormente, o The Sun se desculpou publicamente a noiva do príncipe.
O casamento aconteceu no dia 19 de junho do mesmo ano na Capela de São Jorge no Castelo de Windsor, ao contrário dos casamentos dos irmãos mais velhos de Eduardo, que foram grandes eventos formais na Abadia de Westminster ou na Catedral de São Paulo. No dia de seu casamento, o Príncipe Eduardo recebeu o título de Conde de Wessex com o título subsidiário de Visconde Severn (derivado das raízes galesas da família da Duquesa). O casal passou sua lua-de-mel no Castelo de Balmoral. Após sua união, o Duque e a Duquesa mudaram-se para Bagshot Park, sua casa em Surrey. Enquanto sua residência particular é Bagshot Park, seu escritório e residência oficial em Londres está sediado no Palácio de Buckingham. Devido a reformas no Palácio de Buckingham em 2018, o casal mudou temporariamente seus escritórios para o Palácio de St. James.

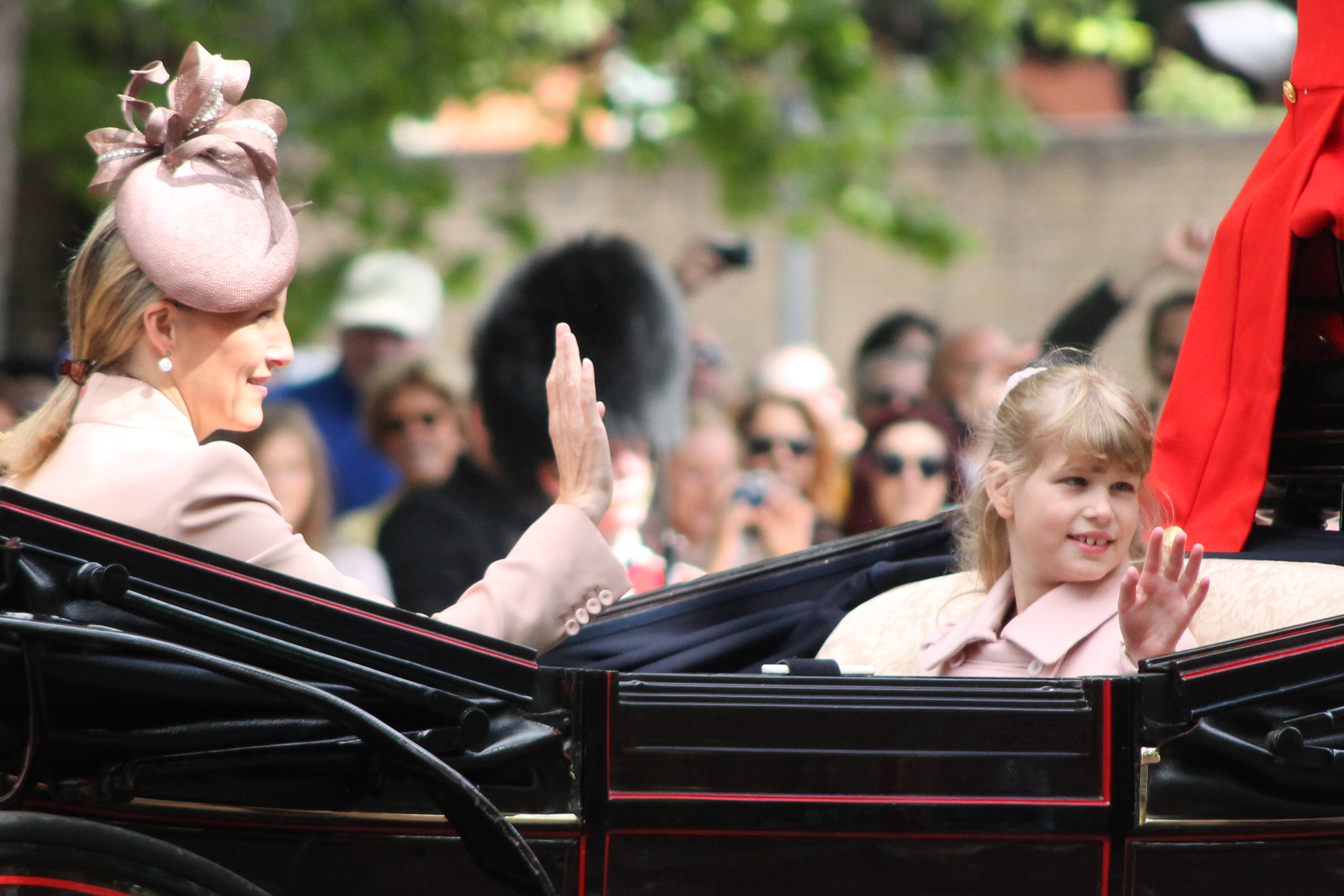
A Duquesa de Edimburgo com sua filha Luísa no Trooping the Colour de 2013

Em dezembro de 2001, a Duquesa foi levada ao King Edward VII's Hospital depois de se sentir indisposta. Foi descoberto que ela sofria de uma gravidez ectópica e o feto teve que ser removido. Dois anos depois, em 8 de novembro de 2003, ela deu à luz prematuramente sua filha, Lady Luísa Mountbatten-Windsor, resultante de uma súbita abrupção placentária que colocou mãe e filha em risco, e a Duquesa teve que passar por uma cesariana de emergência no Hospital Frimley Park, enquanto o Duque de Edimburgo voltou correndo de Mauritius. A Duquesa voltou ao Hospital Frimley Park em 17 de dezembro de 2007, para dar à luz, novamente por cesárea, seu filho, Jaime Mountbatten-Windsor, Conde de Wessex. O menino, após a titulação do pai como Duque de Edimburgo, detém o título de Conde de Wessex e ocupa o 15º lugar na linha de sucessão ao trono britânico. Por acordo com a Rainha, todos os filhos do Duque e da Duquesa não serão chamados de príncipes e princesas e nem terão o tratamento de "Sua Alteza Real".

## Atividades oficiais

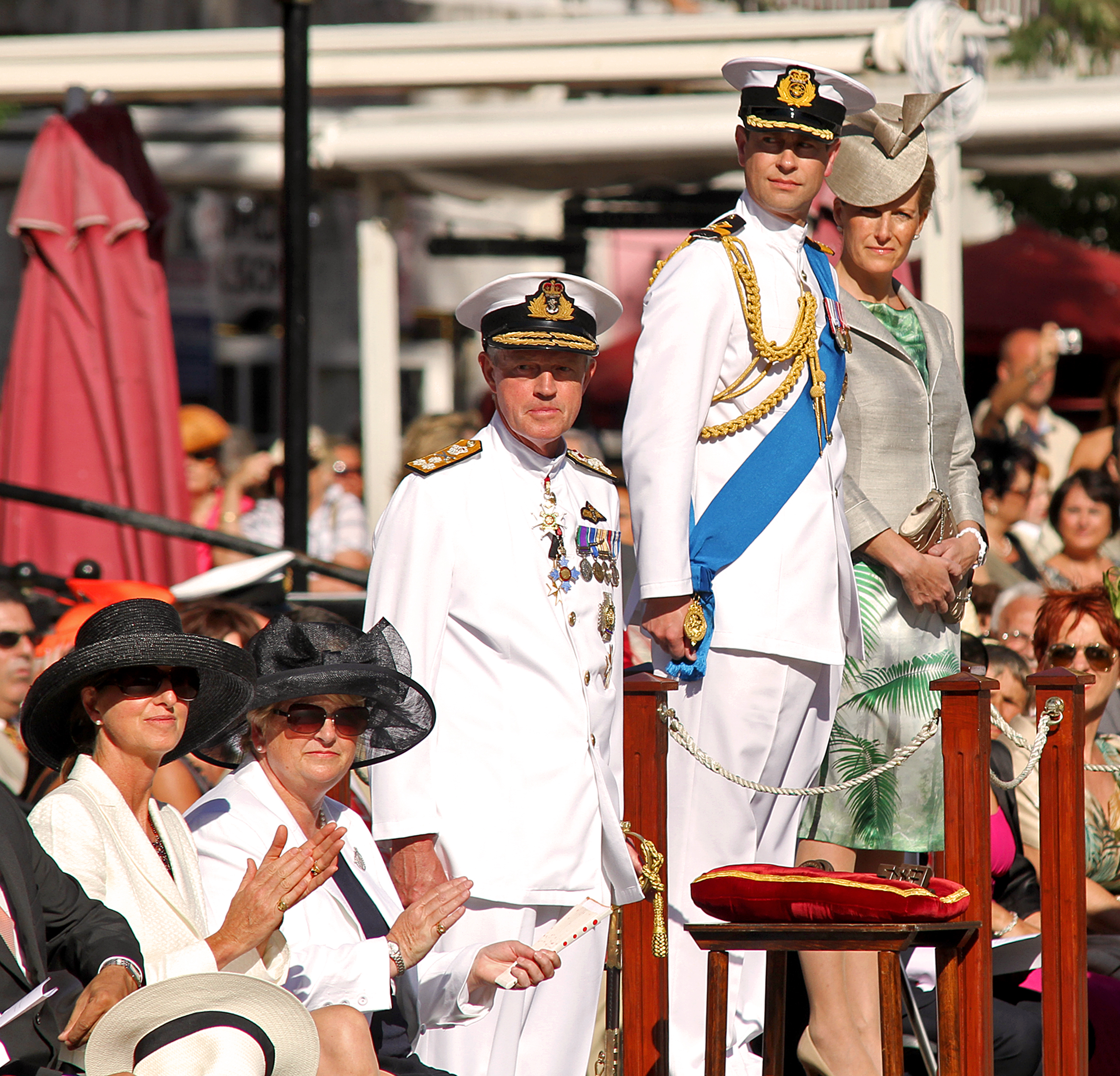
O Duque e a Duquesa no aniversário da Rainha em 2012

A primeira viagem ao exterior da Duquesa de Edimburgo após seu casamento foi para a província canadense de Ilha do Príncipe Eduardo em 2000.
Em dezembro de 2011, a Duquesa de Edimburgo juntou-se ao marido visitando as tropas no Afeganistão. Em fevereiro e março de 2012, o Duque e a Duquesa visitaram o Caribe para o Jubileu de Diamante da Rainha, visitando Santa Lúcia, Barbados, São Vicente e Granadinas, Granada, Trinidad e Tobago, Montserrat, Saint Kitts e Nevis, Anguilla e Antígua e Barbuda. Os destaques do passeio incluíram as celebrações do Dia da Independência do 50º Aniversário em Santa Lúcia, um discurso conjunto de ambas as casas do Parlamento de Barbados e uma visita a locais afetados pelas recentes erupções vulcânicas em Montserrat. Em junho de 2012, como parte das celebrações do Jubileu de Diamante da Rainha, o Duque e a Duquesa de Edimburgo representaram a Rainha durante uma excursão de três dias a Gibraltar. O casal participou de um desfile de aniversário da rainha e visitou a Main Street, na histórica cidade velha.
Em 2013, o casal visitou a África do Sul. Mais tarde naquele ano, a Duquesa fez viagens solo à Índia e ao Catar como patrona da instituição de caridade Orbis UK. Ela fez uma visita semelhante a Bangladesh em novembro de 2017. A Duquesa, como Coronel-em-Chefe do Corpo de Música do Exército, visitou a Orquestra de Cordas da Condessa de Wessex no Royal Artillery Barracks, em Londres. Em 3 de março de 2014, a Rainha aprovou o título de "Orquestra de Cordas da Condessa de Wessex" para a nova Orquestra de Cordas do Exército em reconhecimento ao Coronel-em-Chefe do Corpo de Música do Exército. Em novembro de 2014, a Duquesa esteve na Zâmbia representando a Rainha no funeral de Estado do falecido Presidente da Zâmbia, Michael Sata.

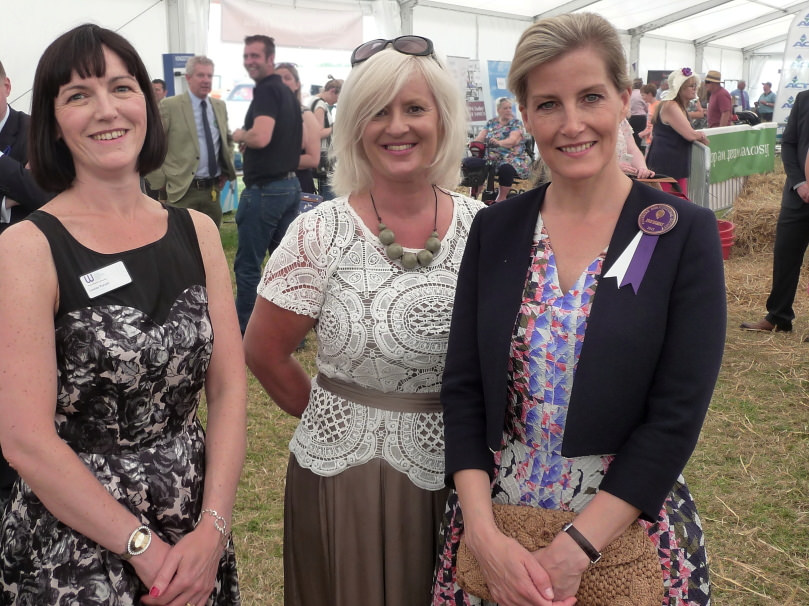
Sofia participando do The Royal Cheshire County Show em 2015

Em 26 de março de 2015, ela compareceu a exumação e reenterro de Ricardo III da Inglaterra na Catedral de Leicester. Em maio de 2015, a Duquesa representou a Rainha nas comemorações do 70º aniversário para marcar o Dia da Libertação das Ilhas do Canal. A Duquesa entregou uma mensagem da Rainha, que prestou homenagem à contínua fidelidade e lealdade da ilha à Coroa. A Duquesa visitou o Canadá e os Estados Unidos em novembro de 2015. Enquanto estava em Toronto, ela cruzou a cidade, fazendo paradas na Royal Agricultural Winter Fair e no Toronto General Hospital da UHN e no Toronto Western Hospital, dos quais ela é patrona. Sofia então viajou para Nova York, fazendo uma visita emocionante ao Memorial & Museu Nacional do 11 de Setembro. A Duquesa também fez uma aparição em um serviço do Dia do Armistício no Jardim 11 de setembro da Rainha Isabel II, que foi inaugurado em comemoração às 67 vítimas britânicas do ataque. A Duquesa mais tarde participou do jantar de Gala 100 Women in Hedge Funds em Manhattan.
O Duque e a Duquesa de Edimburgo excursionaram pelo Canadá em junho de 2016, visitando Ontário, Manitoba, Saskatchewan e Alberta. O casal visitou uma variedade de lugares e em torno da cidade de Regina, antes de participar do 50º aniversário do Globe Theatre. Em março de 2017, a Duquesa embarcou em uma visita de 4 dias ao Malawi como Vice-Patrona do The Queen Elizabeth Diamond Jubilee Trust, visitando programas para acabar com a cegueira evitável e defender jovens líderes. Em 9 de maio de 2017, a Duquesa participou das comemorações do 80º aniversário do Rei Haroldo V e da Rainha Sônia da Noruega em nome da família real. O Duque e a Duquesa de Edimburgo representaram a rainha nas celebrações do 50º aniversário da ascensão do sultão Hassanal Bolkiah ao trono de Brunei em outubro de 2017. Em 30 de novembro de 2017, a Duquesa visitou a unidade de treinamento e fabricação de moda 'Making for Change', uma unidade de treinamento e fabricação de moda estabelecida pelo Ministério da Justiça Britânico e London College of Fashion em HM Prison Downview como patrona do London College of Fashion. Na sua visita, a Duquesa encontrou funcionários e prisioneiros, incluindo reclusas, e concedeu aos participantes certificados como parte do seu programa de formação.

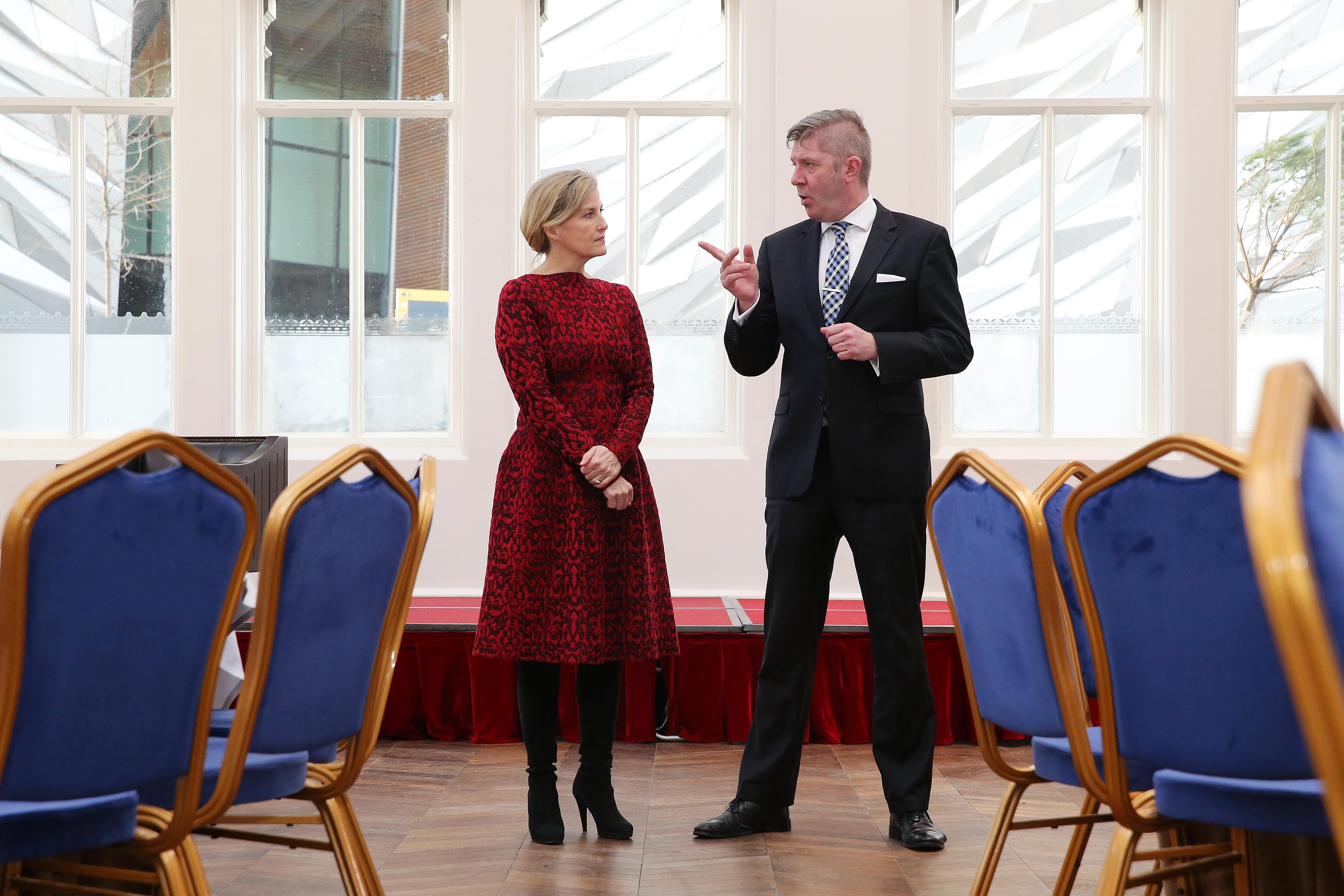
A Duquesa de Edimburgo em Belfast em 2018

Uma ávida defensora de instituições de caridade que lidam com deficiências de aprendizado, a Duquesa fez uma viagem solo a Belfast em janeiro de 2018 para visitar várias instituições de caridade que ela apoiou por meio de seu trabalho na última década, incluindo o centro infantil Mencap. Ela também abriu a nova unidade para demência do Northern Ireland Hospice, a primeira desse tipo no Reino Unido. O Duque e a Duquesa de Edimburgo visitaram o Sri Lanka em fevereiro de 2018 para celebrar o 70º aniversário da independência, as relações Sri Lanka-Reino Unido, a Commonwealth, educação e jovens. Em outubro de 2018, o Duque e a Duquesa de Edimburgo visitaram os estados bálticos.
Em março de 2019, a Duquesa viajou para Nova York para participar da 63ª sessão da comissão das Nações Unidas sobre o Status da Mulher (CSW). O evento anual reuniu mais de 9.000 representantes da igualdade de gênero de todo o mundo. A CSW é "o principal órgão intergovernamental global dedicado exclusivamente à promoção da igualdade de gênero e ao empoderamento das mulheres". Foi para Índia em sua última turnê no exterior como vice-patrona antes do fechamento planejado do Trust em janeiro de 2020. A Duquesa viu o trabalho que a fundação de caridade apoiou para combater a cegueira evitável e ouviu falar sobre programas lançados com sucesso pelos Queen's Young Leaders. Em julho de 2019, o Duque e a Duquesa visitaram Forfar em sua primeira visita oficial à cidade desde que a rainha concedeu ao Duque o título adicional de "Conde de Forfar" em março de 2019. No final de outubro, a Duquesa visitou Kosovo para encontrar vítimas de violência sexual após a Guerra de Kosovo e suas famílias.
Em março de 2020, Sofia se tornou o primeiro membro da família real a visitar o Sudão do Sul. Durante a visita, que foi solicitada pelo Foreign and Commonwealth Office, a Duquesa de Edimburgo se encontrou com vítimas e sobreviventes de violência de gênero e promoveu seus direitos reunindo-se com as lideranças políticas femininas do país. Em janeiro de 2022, a Duquesa fez uma visita solo ao Catar na qualidade de embaixadora global da Agência Internacional para a Prevenção da Cegueira (IAPB) para apoiar a iniciativa '2030 in Sight' da organização e visitar projetos do Qatar Fund e A Orbis International visava melhorar os testes e tratamentos oftalmológicos na Índia e em Bangladesh. Como apoiadora da Rede de Paz e Segurança das Mulheres, ela se encontrou com mulheres refugiadas afegãs que foram evacuadas do país após a Ofensiva do Talibã em 2021.

## Obras de caridade

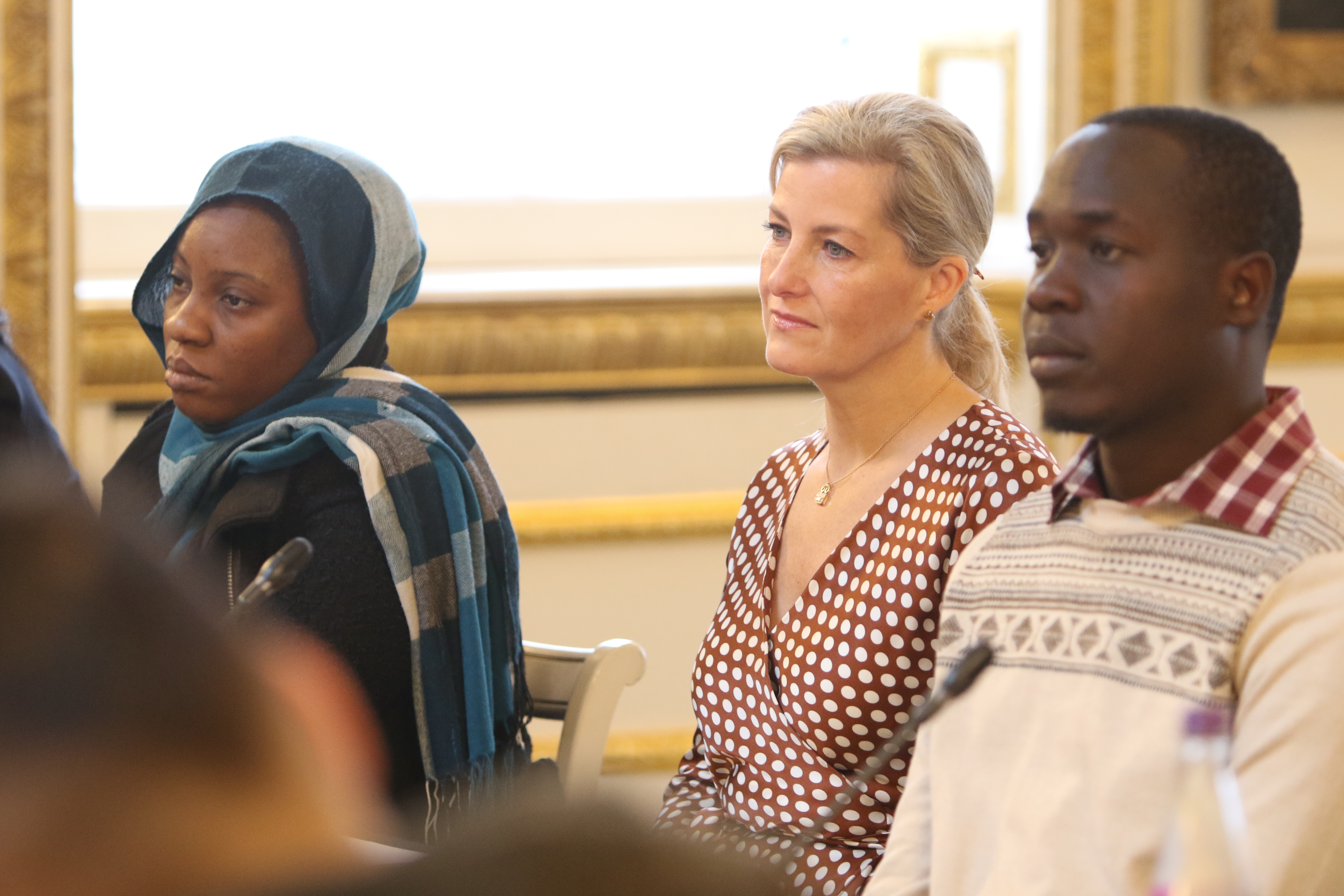
A Duquesa no Preventing Sexual Violence in Conflict Film Festival. Grande parte de seu trabalho de caridade envolve os direitos das mulheres.

O Duque e a Duquesa de Edimburgo estabeleceram sua fundação "The Wessex Youth Trust" em 1999 para apoiar iniciativas e instituições de caridade que ajudam crianças e jovens. Após vinte anos de operação, o "Wessex Youth Trust" foi renomeado "The Earl and Countess of Wessex Charitable Trust" em 2019 e sua gestão foi transferida para o Escritório Privado dos então Conde e Condessa de Wessex. Foi anunciado que os amplos objetivos de caridade do Trust não mudariam, no entanto, seus esforços futuros seriam direcionados para apoiar uma gama diferente de instituições de caridade.
Em 2000, ela se tornou patrona de várias organizações, incluindo a Foundation of Light (anteriormente Sunderland A.F.C Foundation), que desenvolve programas educacionais e comunitários no norte da Inglaterra, baseados no futebol. Em 2003, tornou-se patrona do Tomorrow's People Trust, que ajuda os desfavorecidos a encontrar trabalho, moradia e um lugar na sociedade. Ainda em 2003, ela sucedeu a Rainha Isabel, a Rainha Mãe, como patrona do Royal College of Speech and Language Therapists. A Duquesa tornou-se a nova presidente da Girlguiding UK em 2003, após a morte da Princesa Margarida em fevereiro de 2002. Ela estabeleceu o Women in Business Group em 2003 para apoiar o Prêmio Duque de Edimburgo e alcançar mais jovens para ajudá-los a desenvolver habilidades que podem transformar seus futuros. A Duquesa tornou-se presidente do Brainwave Center em 2003, uma instituição de caridade que oferece terapia para crianças com atraso no desenvolvimento.
A Duquesa é uma defensora da agricultura e produção de alimentos saudáveis e ocupou o cargo de Presidente da Mostra do Royal Bath and West Show em 2010 antes de se tornar Vice Patrona em 2011. Ela também é patrona da Association of Show and Agricultural Organizations e é patrona da Border Union Agricultural Society desde seu bicentenário em 2012. A Duquesa trabalha para apoiar a 'Campanha pela Lã', que foi criada pelo Príncipe de Gales, e visa promover o uso da lã britânica. A Duquesa foi eleita presidente da Associação Agrícola do Condado de Devon em fevereiro de 2017. Em 29 de janeiro de 2019, a Duquesa foi eleita Presidente do The Royal Smithfield Club, que promove a educação e o conhecimento para promover as melhores práticas na indústria da carne e da pecuária. No Dia Internacional da Mulher, em março de 2019, a Duquesa anunciou oficialmente seu envolvimento na luta contra crimes sexuais em zonas de conflito, juntando-se a Angelina Jolie para trabalhar com a Iniciativa de Prevenção da Violência Sexual em Conflitos (PSVI) e Mulheres, Paz e Segurança (WPS), que foi formada há 20 anos para enfrentar o impacto do conflito armado em mulheres e meninas e promover o papel positivo que as mulheres desempenham na construção da paz e da estabilidade.
Em abril de 2020, a Duquesa ajudou a Rhubarb, uma empresa de catering, a preparar e entregar comida aos funcionários do NHS em meio à pandemia de coronavírus. Mais tarde, foi relatado que ela estava participando de uma iniciativa organizada por Ian Wace para ajudar a preparar alimentos para o pessoal da linha de frente do NHS em Londres. A Duquesa também se ofereceu em bancos de alimentos locais, incluindo o Hope Hub, em Surrey e entregou encomendas aos sem-teto durante a pandemia de COVID-19. Em maio de 2021, Sophie tornou-se patrona real da Wellbeing of Women, uma instituição de caridade focada em todas as áreas da saúde reprodutiva feminina ao longo da vida de uma mulher, desde a saúde menstrual até a menopausa. Patrona desta instituição de caridade, ela mais tarde discutiu suas próprias lutas com a menopausa e como isso afetou sua memória. Em julho de 2021, a Princesa Alexandra entregou o patrocínio de The Guide Dogs for the Blind Association para Sofia.

## Imagem pública e estilo

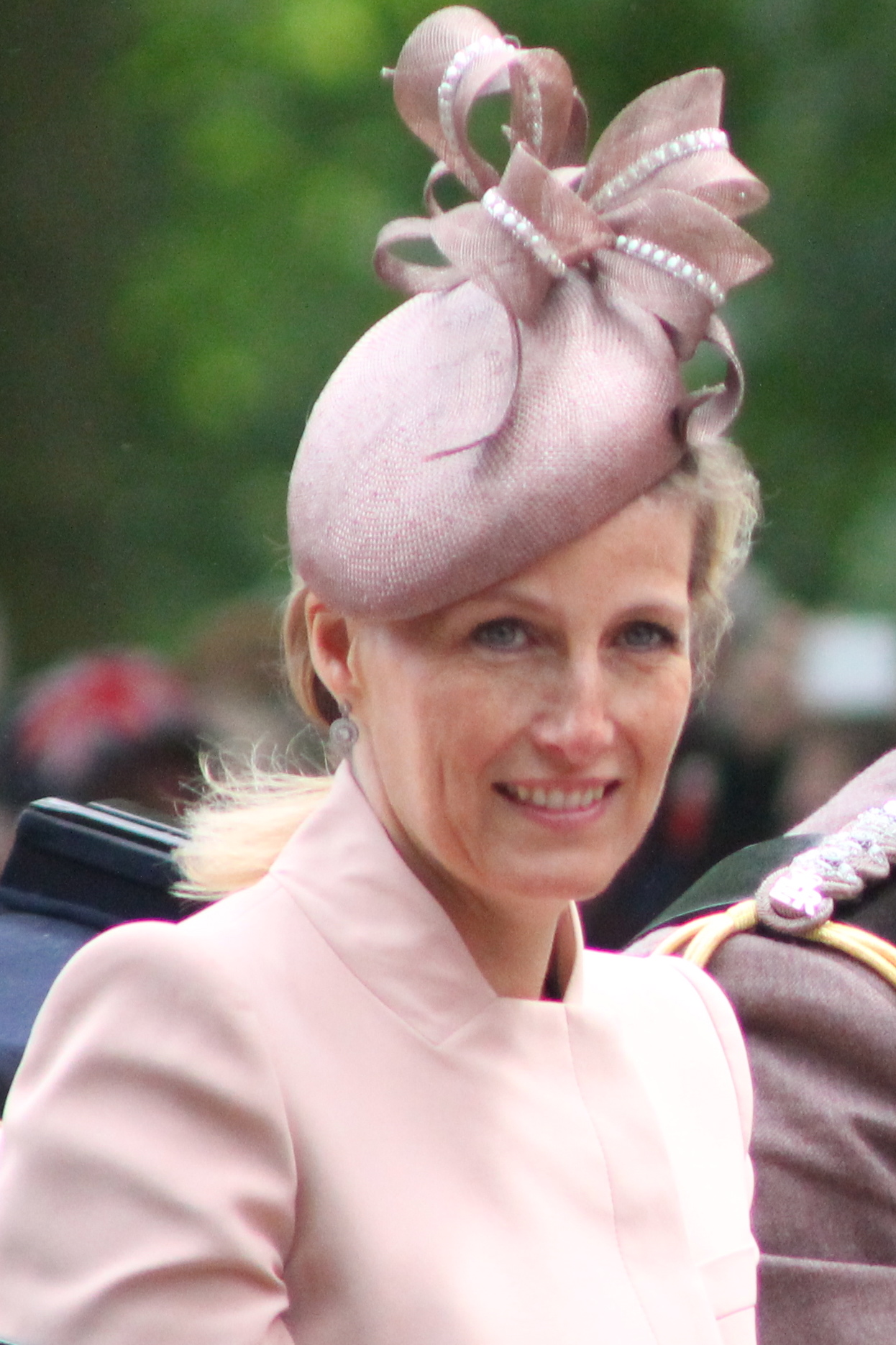
A Duquesa de Edimburgo em 2013

No início de seu relacionamento com o Príncipe Eduardo, Sofia era referida como "a garota da porta ao lado", e conhecida por sua carreira de sucesso e antecedentes comuns. Nos primeiros anos de seu casamento, Sofia enfrentou o escrutínio público por seus interesses comerciais e foi frequentemente comparada à falecida Diana, Princesa de Gales, que havia morrido dois anos antes. A Duquesa já foi citada como uma "influência estabilizadora" sob o radar e um "par seguro de mãos". Diz-se que ela tem uma abordagem discreta para compromissos reais. Amanda Pullinger declarou ao Town and Country: "Ela realmente se apresenta como uma pessoa comum e acho que é cada vez mais o que a família real precisa fazer". Ela também tem sido notada por seu trabalho de longo prazo sobre temas "arenosos", como a violência baseada em gênero em conflitos, e viagens a "áreas difíceis", como o Sul do Sudão e Serra Leoa. Os compromissos da Duquesa ganharam atenção significativa do público pós-Megxit, com seu trabalho de caridade e escolhas de estilo recebendo mais comentários e análises. A escritora Ingrid Seward afirma que a Duquesa "não é uma auto-publicitária... Ela parece boa, sem ser exagerada, e ela não deseja a celebridade. Muitas vezes você não saberia que ela realizou todos esses compromissos."
A Duquesa não foi inicialmente proeminente por sua moda, mas eventualmente começou a desenvolver seu próprio estilo e usou roupas de muitos designers notáveis. A Duquesa tem usado exclusivamente designs de chapelaria de Jane Taylor desde 2009 em várias ocasiões. Em uma entrevista à Marie Claire, Taylor descreveu sua primeira encomenda real: "Meu primeiro cliente real foi a Condessa de Wessex [título de Sofia à época], e foi bastante estressante. Mas ela usa roupas tão lindas e ela sempre parece tão fabulosa, então é muito fácil fazer um design para ela. Desde que ela veio me ver, ela nunca usou chapéus de qualquer outra chapeleira, o que é um grande elogio. Eu estava muito animada, honrada e um pouco nervosa." Ao lado da Princesa de Gales e da Duquesa de Sussex, Sofia foi nomeada um dos membros mais estilosos da família real. A Duquesa é particularmente conhecida por usar diferentes combinações de chapéus e casacos, e prefere vestidos e vestidos de seda.

## Títulos e condecorações

### Títulos e estilos
- 20 de janeiro de 1965 - 19 de junho de 1999: Senhorita Sofia Rhys-Jones
- 19 de junho de 1999 - 10 de março de 2023: Sua Alteza Real, a Condessa de Wessex
  - 10 de março de 2019 - 10 de março de 2023: Sua Alteza Real, a Condessa de Forfar (na Escócia)
- 10 de março de 2023 - presente: Sua Alteza Real, a Duquesa de Edimburgo

O título de Sofia completo atualmente é: Sua Alteza Real a Duquesa de Edimburgo, Condessa de Wessex, Condessa de Forfar e Viscondessa Severn, Dama da Grande Cruz da Real Ordem Vitoriana, Dama de Justiça da Venerável Ordem do Hospital de São João de Jerusalém.

### Brasões

Brasão de Sofia Helena Rhys-Jones quando ela era solteira
Brasão de Sua Alteza Real a Duquesa de Edimburgo
Monograma Real de casada

Antes do casamento, ela recebeu um brasão desenhado por Sir Peter Gwynn-Jones, Rei de Armas principal da Jarreteira, baseado em um modelo de 200 anos, que nunca havia sido reconhecido oficialmente. O novo brasão foi concedido ao pai de Sophie, Christopher.
O escudo é vermelho e azul, as cores do regimento dos Royal Fusiliers (Regimento da Cidade de Londres), no qual seus familiares serviram.  O leão representa as origens nobres galesas da família e do príncipe Elystan Glodrydd de Ferrig, fundador da quinta tribo real do País de Gales.

### Condecorações
- 2002: Medalha do Jubileu de Ouro da Rainha Isabel II[91]
- 2004: Ordem da Família Real da Rainha Isabel II[91]
- 2005: Dama de Justiça da Venerabilíssima Ordem de São João (DStJ)[91]
- 2005: Medalha Comemorativa do Centenário de Saskatchewan[91][92]
- 2010: Dama da Grande Cruz da Ordem Real Vitoriana (GCVO)[91][93]
- 2012: Medalha do Jubileu de Diamante da Rainha Isabel II[91]
- 2016: Condecoração das Forças Canadenses (CD)
- 2017: Medalha de Serviço da Ordem de São João[94]
- 2021: Medalha de Serviço da Ordem de São João[95] (Primeira Barra na Medalha de Serviço)
- 2022: Medalha do Jubileu de Platina da Rainha Isabel II

#### Estrangeiras
- 2015: Faixa da Ordem Mexicana da Águia Asteca[96]
- 2017: Medalha do Jubileu de Ouro do Sultão de Brunei[97][43]

#### Nomeações militares honorárias
Canadá
- 2004: Coronel-Chefe do Regimento de Lincoln e Welland[98]
- 2005: Coronel-Chefe do South Alberta Light Horse[91]

 Reino Unido
- 2003: Coronel-Chefe do Corpo de Enfermagem da Armada Real da Rainha Alexandra[91]
- 2005: Coronel-Chefe do Royal Corps of Army Music[91]
- 2006: Lady Patrocinadora do HMS Daring[91]
- 2006: Coronel Real do 5.º Batalhão de Os Rifles[91]
- 2008: Comodora Aérea Honorária da Royal Air Force Wittering[91]